# Эстафета ради жизни
Эстафета ради жизни — это основное мероприятие, проводимое для сбора денег Американским онкологическим обществом. Возникло это мероприятие в США и распространилось на 21 страну. Эстафеты ради жизни устраивают в местных общинах, университетских кампусах, военных базах и в Интернете.
Эстафета ради жизни появилась в 1985 году, когда доктор Горди Клатт, хирург из г. Такома, штат Вашингтон, в течение 24 часов шёл и бежал, чтобы собрать деньги для Американского онкологического общества.